# مؤسسه سرطان انتاریو
مؤسسه سرطان انتاریو (انگلیسی: Ontario Cancer Institute) بخش پژوهشی مرکز سرطان شاهدخت مارگارت و وابسته به شبکه دانشگاهی سلامت در دانشکدهٔ پزشکی دانشگاه تورنتو است. این مرکز نخستین بیمارستان مختص به سرطان بود که در سال ۱۹۵۸ رسماً آغاز به‌کار کرد. بخش پژوهشی این مرکز یک‌سال زودتر افتتاح شده بود.
مکان اولیهٔ این بیمارستان، پلاک ۵۰۰ خیابان شربورن بود. در سال ۱۹۹۵ کل این مجموعه به پلاک ۶۱۰ خیابان یونیورسیتی انتقال یافت.